# Het boek dat alles weet
Het boek dat alles weet is het 27ste stripalbum uit de reeks De Smurfen. Het verscheen voor het eerst in 2008 en werd herdrukt met een nieuw logo in 2011.

## Het verhaal
Brilsmurf vindt in het laboratorium van de afwezige Grote Smurf een speciaal boek: het geeft antwoord op alle vragen. Alle Smurfen willen wel iets weten, maar Brilsmurf eigent zich het boek toe. Hij vestigt zich in de oude toren om daar een soort ruimte te maken waar het boek onder zijn toezicht kan geraadpleegd worden. De andere Smurfen verwaarlozen hun werk om het te kunnen raadplegen. Met de raad op zak doen ze dingen die andere Smurfen soms hinderen. Het blijkt een typisch probleem te zijn van het boek: het geeft raad, maar vermeldt de minpunten niet. Grote Smurf is er erg kwaad om, maar besluit zich er bij zijn terugkomst even niet mee te bemoeien en de Smurfen zelf achter het probleem te laten komen. Brilsmurf houdt echter erg vast aan het boek, maar komt tot inkeer als het boek hem voorstelt Babysmurf achter te laten tijdens een overstroming. Hij gooit het boek kwaad in het water.